# 653 Berenike
653 Berenike là một tiểu hành tinh ở vành đai chính, thuộc nhóm tiểu hành tinh Eos. Nó được Joel Hastings Metcalf phát hiện ngày 27.11.1907 ở Taunton, Massachusetts (Hoa Kỳ), và được đặt theo tên hoàng hậu Berenice II của Ai Cập, mà chòm sao Coma Berenices cũng được đặt theo tên này